# 二茂钌
二茂钌是含钌的有機金屬化合物，化学式 (C5H5)2Ru。它是一种浅黄色的挥发性固体。

## 制备

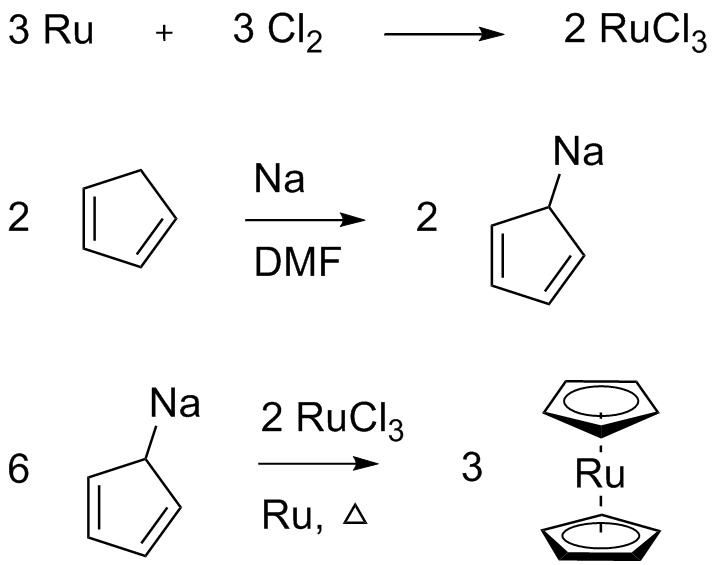
二茂钌的制备过程

二茂钌于 1952 年首次由杰弗里·威尔金森制备而成。它是由乙酰丙酮钌和过量的环戊二烯溴化镁反应而成的。
Ru(acac)3  +  3 C5H5MgBr  →   Ru(C5H5)2  +  3 "acacMgBr"  +  "C5H5"
它也可以由环戊二烯基钠和“二氯化钌”（由三氯化钌和钌金属的原位反应而成）反应而成。